# Diplazontinae
Diplazontinae ist eine relativ kleine Unterfamilie der Schlupfwespen mit etwa 340 Arten in 22 Gattungen. Sie ist weltweit verbreitet, aber die meisten Arten sind aus der Holarktis beschrieben, wobei die borealen und alpinen Regionen besonders reich an Arten sind. In Deutschland sind über 70 Arten bekannt und es sind noch weitere Arten zu erwarten.

## Morphologie
Die Diplazontinae sind relativ kleine bis mittelgroße Schlupfwespen, meist unter 5 mm Länge mit einer Länge der Vorderflügel von 2,8 bis 8 mm.  Viele Arten haben ein charakteristisches Färbungsmuster. Die Mandibeln sind dreizähnig, das erste Tergit ist kurz, fast rechteckig, das Propodeum relativ kurz, der Ovipositor (Legebohrer) ist kurz, der Kopf ist breit.

## Lebensweise
Die Diplazontinae sind fast ausnahmslos Endoparasitoide von Schwebfliegen. Die Eier der Schlupfwespen werden in Larven der Schwebfliegen, seltener in Eier der Fliegen gelegt, die Diplazontinae schlüpfen dann aus den Puparium der Wirte. Die Entwicklung von Ei zur Imago (adultes Insekt) dauert im Sommer ca. drei Wochen. Die Schlupfwespen überwintern als Larven oder Puppen in den Wirten und schlüpfen aus den Puparien der Schwebfliegen. Es werden meist Schwebfliegen parasitiert, die Blattläuse fressen. Manche Arten der Diplazontinae fliegen häufig in der Nähe von Blattlauskolonien, insbesondere die Männchen können Schwärme bilden. Von vielen Arten ist über die Biologie noch nichts bekannt. Manche, zumal die häufigen Arten, haben ein relativ breites Wirtsspektrum.
Das Paarungsverhalten wurde bei Syrphoctonus tarsatorius untersucht. Dabei umschlingen die Männchen mit ihren Antennen die der Weibchen so, dass die Tyloidae (drüsige Sinnesfelder an den Antennen der Männchen) die weiblichen Antennenoberfläche berühren. Nicht bei allen Diplazontinae haben jedoch die Männchen Tyloidae.
Die meisten Arten kommen in verschiedenen Lebensräumen vor, sowohl im Wald als auch im Offenland, teils auch in Siedlungsgebieten. Homopterus sundevalli wurde zum Beispiel bisher nur in Laubwäldern gefunden.

## Systematik
Die Diplazontinae gehören innerhalb der Ichneumonidae zur Gruppe der "Pimpliformes" mit folgenden Unterfamilien: Acaenitinae, Cylloceriinae, Diacritinae, Orthocentrinae, Pimplinae, Poemeniinae, Rhyssinae und Collyriinae. Die genauere Systematik ist aber noch unklar.
Klopfstein stellt folgende informelle Gattungsgruppen auf: Sussaba-Gruppe: Promethes und Sussaba; Syrphoctonus-Gruppe: Bioblapsis, Enizemum, Fossatyloides, Homotropus, Phthorima und Syrphoctonus; Diplazon-Gruppe: Campocraspedon, Diplazon, Syrphophilus, Tymmophorus und Xestopelta.

## Gattungen
Literatur:
- Bioblapsis Förster, 1869; nur 3 Arten, eine davon in der Nearktis, die beiden anderen palaearktisch.
- Campocraspedon Uchida, 1957; Holarktisch, 6 Arten, Lebensweise unbekannt, aber die besondere Form des weiblichen Hinterleibs könnte eine Anpassung sein um Eier in Gallen oder ähnliche Strukturen zu legen.
- Daschia Diller, 1970; Nur eine Art, aus Mitteleuropa: D. brevitarsis.
- Diplazon Nees, 1819: Weltweit verbreitet, 58 Arten, teilweise sehr breites Wirtsspektrum; besonders häufig, die weltweit verbreitete Art D. laetatorius.
- Ectomocolax Diller, 1982: 1 Art, Papua-Neuguinea[11]
- Enizemum Förster, 1869: Weltweit verbreitet, außer in Australasien. 24 Arten. Häufige Art: E. ornatum.
- Episemura Kasparyan & Manukyan, 1987: Palaearktisch, 2 Arten, teils im Kronenbereich von Lärchen gefangen.[12]
- Eurytyloides Nakanishi, 1978: Palaearktisch, 3 Arten.
- Extenuosodalis Diller, 1982: 1 Art, Papua-Neuguinea[11]
- Fossatyloides Klopfstein et al., 2011: Holarktisch, 2 Arten.
- Homotropus Förster, 1869: Weltweite Verbreitung; mehr als 150 Arten,[10] davon 21 in der Westpalaearktis.
- Peritasis Townes, 1971: 3 Arten, Papua-Neuguinea, Peru, Ecuador
- Phthorima Förster, 1869: Holarktische Verbreitung, 11 Arten
- Promethes Förster, 1869: Holarktisch (15 Arten), neotropisch (1 Art) und orientalisch (4 Arten). In Mitteleuropa bspw. P. sulcator.
- Schachticraspedon Diller, 1984: 3 Arten, Ecuador, Costa Rica.[13]
- Sussaba Cameron, 1909: ca. 35 Arten, holarktisch, neotropisch und orientalisch verbreitet.
- Syrphidepulo Diller, 1982: 4 Arten, Papua-Neuguinea,[11] Costa Rica[10]
- Syrphoctonus Förster, 1869: Verbreitung und Umfang unklar da Gattungsgrenzen nicht einheitlich, 147 Arten nach Taxapad[10] (7 in Südafrika[14], 34 in Europa[15]). Viele nicht-europäische Arten dieser Gattung sollten vermutlich in die Gattung Homotropus transferiert werden.[1] In Mitteleuropa bspw. S. tarsatorius.
- Syrphophilus Dasch, 1964: 6 Arten, holarktische und orientalische Verbreitung, bspw. S. bizonarius.
- Tymmophorus Schmiedeknecht, 1913: 8 Arten, holarktische Verbreitung.
- Woldstedtius Carlson, 1979: Weltweite Verbreitung, 36 Arten, darunter W. biguttatus.
- Xestopelta Dasch, 1964: 5 Arten, holarktisch und tropisches Afrika.